# 日本文理大学
日本文理大学（にっぽんぶんりだいがく、英語: Nippon Bunri University）は、大分県大分市一木1727に本部を置く日本の私立大学。1967年創立、1967年大学設置。大学の略称は文理大、文理、NBU。

## 概観

### 大学全体
学校法人文理学園が経営する。
また、新潟県新潟市西区にある日本文理高等学校とは名称が似ているものの別法人であり、無関係である。

### 建学の精神
「産学一致」

### 教育理念
建学の精神である「産学一致」に加え「人間力の育成」、「社会・地域貢献」

### 教育および研究
近年は人間力教育に力を注いでおり、「人間力育成センター」を学内に設置している。

## 沿革
- 1947年 ‐ 佐伯徒弟養成所設立。
- 1955年
  - 3月 ‐ 学校法人佐伯産業高等学校の設立認可。
  - 4月 ‐ 佐伯産業高等学校（建築科・林業科・造船科・家政科）開校。
- 1964年3月 ‐ 学校法人佐伯産業高等学校を学校法人佐伯学園と改称。
- 1965年
  - 1月 ‐ 佐伯女子短期大学（家政科）設置認可。
  - 4月 ‐ 佐伯女子短期大学（家政科）開学。
- 1967年
  - 1月 ‐ 大分工業大学（工学部 ‐ 機械工学科・電気工学科・土木工学科・建築学科）設置認可。
  - 4月 ‐ 大分工業大学（工学部 ‐ 機械工学科・電気工学科・土木工学科・建築学科）開学。
  - 12月 ‐ 工学部に経営工学科、工業化学科の設置認可。
- 1968年4月 ‐ 工学部に経営工学科、工業化学科を増設。
- 1971年6月 ‐ 環境科学研究所を設置。
- 1974年
  - 1月 ‐ 工学部に航空工学科の設置認可。
  - 4月 ‐ 工学部に航空工学科を増設。
  - 12月 ‐ 工学部に船舶工学科の設置認可。
- 1975年4月 ‐ 工学部に船舶工学科を増設。
- 1978年4月 ‐ 学校法人事務所を大分県佐伯市から大分県大分市へ移転。
- 1982年
  - 1月 ‐ 商経学部（商学科・経済学科）の設置認可。
  - 4月 ‐ 学校法人佐伯学園を学校法人日本文理大学、大分工業大学を日本文理大学、佐伯高等学校を日本文理大学附属高等学校と改称。商経学部（商学科・経済学科）設置。
- 1984年
  - 3月 ‐ 日本文理大学附属日本語専門学院の設置認可。
  - 4月 ‐ 日本文理大学附属日本語専門学院の開設。
- 1987年
  - 1月 ‐ 海洋工学実験場を設置。
  - 4月 ‐ 太平洋地域研究所を設置。
- 1991年4月 ‐ 学校法人日本文理大学を学校法人文理学園と改称。
- 1992年4月 ‐ 日本文理大学に別科日本語課程を開設。
- 1993年 ‐ 大学敷地内にキャラハン邸を中津市から移設。
- 2001年
  - 5月 ‐ 工学部に知能機械システム工学科、電気・電子工学科、建築都市工学科、建築デザイン学科、環境マテリアル学科、航空宇宙工学科の設置認可。
  - 8月 ‐ 工学部に情報メディア学科の設置認可。
- 2002年
  - 4月 ‐ 工学部に知能機械システム工学科、電気・電子工学科、建築都市工学科、建築デザイン学科、環境マテリアル学科、航空宇宙工学科、情報メディア学科を設置。
  - 7月 ‐ 経営経済学部経営経済学科の設置認可。
  - 12月 ‐ 大学院工学研究科航空電子機械工学専攻の設置認可。
- 2003年
  - 4月 ‐ 経営経済学部経営経済学科、大学院工学研究科航空電子機械工学専攻を設置。
  - 8月 ‐ 大学院工学研究科環境情報学専攻の届出。
  - 10月 ‐ 大分県大野郡大野町（現・豊後大野市）に航空宇宙工学科県央空港エクステンションキャンパス竣工。
- 2004年4月 ‐ 大学院工学研究科に環境情報学専攻を設置。
- 2006年5月 ‐ 工学部に建築学科設置の届出。
- 2007年4月
  - 工学部に建築学科を設置。
  - 工学部に機械電気工学科の設置届出。
- 2008年4月 ‐ 工学部に機械電気工学科を設置。
- 2023年4月 ‐ 保健医療学部保健医療学科を開設[1]。診療放射線技師、臨床検査技師、臨床工学技士を養成する。

## 基礎データ

### 所在地
- 一木キャンパス（大分県大分市）〒870-0397 大分県大分市一木1727

## 教育および研究

### 組織

#### 学部
- 工学部
  - 機械電気工学科
  - 建築学科
  - 航空宇宙工学科
  - 情報メディア学科
- 経営経済学部
  - 経営経済学科
- 保健医療学部[2]
  - 保健医療学科

#### 大学院
- 工学研究科
  - 航空電子機械工学専攻（修士課程）
  - 環境情報学専攻（修士課程）

#### 別科
- 日本語課程

#### 付属機関
- マイクロ流体技術研究所
- 人間力育成センター
- 産官学民連携推進センター
- NBU情報センター
- エンジニアリングリサーチセンター（ERC）
- 図書館

### 教員数および学生数
|                             | 工学部 | 経営経済学部 | 学部合計 |
| --------------------------- | ------ | ------------ | -------- |
| 専任教員数(A)               | 48     | 32           | 80       |
| 入学定員(2020年)            | 260    | 300          | 560      |
| 収容定員                    | 1040   | 1200         | 2240     |
| 在籍学生数(B)               | 1169   | 1377         | 2546     |
| 教員一人当たりの学生数(B/A) | 24.3   | 43.0         | 31.8     |

データは、大学公開情報から引用。

なお上記の表のうち、専任教員数の合計は学部に属さない専任教員を含まない。

## 学生生活

### クラブ・サークル活動
日本文理大学では、クラブ活動を「学問と同様に人間力を高めるための重要な位置づけ」としている。学生の自治組織として学友会があり、各クラブは学友会に所属して活動している。学友会は強化クラブを指定し、指導や活動環境面、財政面での支援体制を整えている。特に体育会系のクラブ活動が盛んで、強化クラブはすべて体育会系のクラブである。

#### 硬式野球部
2003年、第52回全日本大学野球選手権大会で初優勝。これは九州地区の大学としても初の快挙であった。

#### サッカー部
地元Jリーグチームの大分トリニータと提携している。2018年、2019年、総理大臣杯全日本大学サッカートーナメント出場。

#### ラグビー部
九州学生ラグビーフットボールリーグに所属。第59回全国地区対抗大学ラグビーフットボール大会に出場。

#### その他のクラブ・サークル
鳥人間クラブは、鳥人間コンテスト選手権大会に出場し、2003年に248.99m、2006年には235.55m、グアム国際大会では準優勝の成績を残している。

### 学園祭
学園祭は「一木祭」と呼ばれ、毎年10月に行われる。

## 大学関係者と組織

### 大学関係者組織
- 文理学園校友会 ‐ 学園全体のOB・OG会。
- 日本文理大学後援会 ‐ 在学生保護者の団体。

## 施設

### キャンパス
- 交通アクセス：JR九州日豊本線大在駅下車徒歩20分

### 文化財
- キャラハン邸 ‐ 中津市より1993年に移築復元された明治時代の洋館。

## 対外関係

### 自治体との協定
- 連携協定
  - 各務原市

### 民間等との協定
- 連携協力協定
  - 豊和銀行
  - 大分県信用組合
  - 大分銀行
- 地方創生の実現に向けた連携協定
  - 大分信用金庫
- 業務提携
  - 大分トリニータ

### 他大学との協定
- 協力協定
  - 大分大学
- 単位互換制度
  - 大分大学
  - 放送大学[5]

#### 海外協定校
- 台湾
  - 東方設計学院
  - 長栄大学（応用日本語学科）
  - 南栄科技大学（応用日本語学科）
- 中国
  - 北京大学（日本研究センター）
  - 北方工業大学
  - 上海金融学院
  - 中南民族大学
  - 天津社会科学院
  - 烟台本州日本語学校
  - 寧波工程学院
  - 蓬莱市日語専修学校
  - 青島濱海学院
  - 烟台朝日外国語学校
  - 中国海洋大学（国際教育学院）
  - 山東外事翻訳職業学院
  - 済南関西外語培訓学校
  - 済南桜花日本語学校
- アメリカ合衆国
  - ラグランジェ大学（英語版）
- 韓国
  - 研成大学校
  - 漢永大学校
  - 慶州大学校
  - 徐羅伐大学
  - 蓮庵工業大学
  - 群長大学
  - 京畿科学技術大学
  - 沙隅高等学校
  - 群山第一高等学校
  - 蔚山大学校（人文学部）
  - 蔚山科学大学
  - 林博士の日本カザ日本語学校
  - 斗源工科大学
  - 仁徳大学校（英語版）
- ネパール
  - ネパール日本語学校
- メキシコ
  - 宮井外国語学院
- マレーシア
  - TATI ‐ University ‐ College
- イギリス
  - ボーンビル・カレッジ
  - Burton ‐ & ‐ South ‐ Derbyshire ‐ College

## 附属学校
- 日本文理大学附属高等学校
- 日本文理大学医療専門学校
- 大分女子短期大学（廃止）
- NBU大分美容専門学校（廃止）[6]
- ふたば幼稚園（廃止）[7]